# Arrondissement du Pays-de-Nuremberg
L'arrondissement du Pays-de-Nuremberg est un arrondissement (Landkreis en allemand) de Bavière (Allemagne) situé dans le district (Regierungsbezirk en allemand) de Moyenne-Franconie. Son chef-lieu est Lauf an der Pegnitz.

## Villes, communes et communautés d'administration
(nombre d'habitants en 2006)
| Städte 1. Altdorf bei Nürnberg (15 346) 2. Hersbruck (12 405) 3. Lauf an der Pegnitz (26 198) 4. Röthenbach an der Pegnitz (12 039) 5. Velden (1 829) Märkte 1. Feucht (13 328) 2. Neuhaus an der Pegnitz (2 912) 3. Schnaittach (8 199) Verwaltungsgemeinschaften 1. Happurg avec les communes membres Alfeld et Happurg 2. Henfenfeld avec les communes membres Engelthal, Henfenfeld et Offenhausen 3. Velden avec les communes membres Hartenstein, Velden (ville) et Vorra | Gemeinden 1. Alfeld (1 148) 2. Burgthann (11 374) 3. Engelthal (1 160) 4. Happurg (3 656) 5. Hartenstein (1 395) 6. Henfenfeld (1 857) 7. Kirchensittenbach (2 229) 8. Leinburg (6 436) 9. Neunkirchen am Sand (4 704) 10. Offenhausen (1 629) 11. Ottensoos (2 043) 12. Pommelsbrunn (5 351) 13. Reichenschwand (2 265) 14. Rückersdorf (4 475) 15. Schwaig bei Nürnberg (8 185) 16. Schwarzenbruck (8 459) 17. Simmelsdorf (3 249) 18. Vorra (1 784) 19. Winkelhaid (4 045) | Gemeindefreie Gebiete (132,2 km²) 1. Behringersdorfer Forst (11,19 km²) 2. Brunn (10,23 km²) 3. Engelthaler Forst (2,42 km²) 4. Feuchter Forst (20,84 km²) 5. Fischbach (18,34 km²) 6. Forsthof (7,44 km²) 7. Günthersbühler Forst (5,91 km²) 8. Haimendorfer Forst (7,48 km²) 9. Hartenstein (1,96 km²) 10. Laufamholzer Forst (6,56 km²) 11. Leinburg (4,21 km²) 12. Rückersdorfer Forst (5,16 km²) 13. Schönberg (3,44 km²) 14. Winkelhaid (18,36 km²) 15. Zerzabelshofer Forst (6,55 km²) |